# Ugarit
Ugarit (ugaritski: ? ? ? ?, Ugrt; arapski: أوغاريت) bio je drevni lučki grad na istočnom Mediteranu, na rtu Ras Šamra oko 11 km sjeverno od Latakije u sjevernoj Siriji, blizu suvremenog Burj al-Qasaba. Ugarit je slao danak Egiptu i održavao trgovačke i diplomatske veze s Ciprom (tada pod nazivom Alašija), što je dokumentirano u arhivima nađenim na nalazištu i potkrijepljeno mikenskom i ciparskom keramikom, koja je također tamo pronađena.

## Povijest
Iako se smatra da je bilo naseljen i ranije, neolitički Ugarit je bio dovoljno važan da se utvrđuje zidom veoma rano, možda još oko 6000 godina prije Krista. Moguće je da je Ugarit bio važan zbog toga što je također bio luka i što se nalazio na ulazu za trgovačke puteve za Mezopotamiju. Grad je dosegao svoj vrhunac između 1800 i 1200 godine prije Krista, kada je postao primorsko kraljevstvo koje je trgovalo s Egiptom, Ciprom, državama Egejskog mora, Sirijom, Hetitskim kraljevstvom i većinom istočnog Sredozemlja.
Prvi pisani dokazi koji spominju grad dolaze iz obližnjeg grada Eble, oko 1800 prije Krista. Ugarit se nalazio u sferi utjecaja Egipta, što je duboko utjecalo na razvitak njegove umjetnosti. Najraniji ugaritski kontakt s Egiptom (i prvi pisani pomen ugaritske civilizacije) dolazi iz karneol perli koje se povezuju sa Srednjim kraljevstvom faraona Senusreta I. (1971 - 1926 prije Krista). Također su pronađeni i stela I kipić egipatskih faraona Senusreta III i Amenemheta III. Međutim, nejasno je kako su u ono vrijeme takvi spomenici došli u Ugarit. Amarna pisma iz Ugarita oko. 1350 pr. Kr. bilježe jedno pismo od Ammittamrua I., Niqmaddua II., i njegove kraljice.
Od 16. do 13. stoljeća prije Krista Ugarit je bio u stalnom kontaktu s Egiptom i Alašijom (Cipar)
U drugom tisućljeću prije Krista, Ugaritsko stanovništvo su bili Amorejci, a ugaritski jezik je vjerojatno bio izravno amoritskog podrijetla.
Tijekom dijela svoje povijesti bio je u neposrednoj blizini, ili se graničio s Hetitskim kraljevstvom.

## Uništenje
Posljednji kralj Ugarita iz brončanog doba, Ammurapi, (oko 1215. do 1180. godina prije Krista) bio je suvremenik Hetitskog kralja Suppiluliuma II. Točni datumi njegove vladavine su nepoznati. Međutim, sačuvano je kraljevo pismo u kojem Ammurapi naglašava ozbiljnost krize s kojima se suočavaju mnoge bliskoistočne države od invazije morskih naroda. Ammurapi moli pomoć kralja Alašije, naglašavajući očajnu situaciju s kojom je Ugarit suočen:
Nažalost po Ugarit, pomoć nije stigla, a grad je spaljen do temelja krajem brončanog doba. Nakon iskapanja najviše razine gradskih ruševina, arheolozi su uspjeli da prouče osobine ugaritske civilizacije prije njenog unišenja, te da usporede pronađene objekte s onim od obližnjih civilizacija. Pločice ispisane klinastim pismom, pronađene 1986. ukazuju da je Ugarit bio uništen nakon smrti faraona Merneptaha (1203. prije Krista). Općenito se arheolozi slažu da je Ugarit bio uništen već 8. godine nakon početka vladavine faraona Ramzesa III. (1178. g. pr. Kr.ista). Nedavna ispitivanja radioaktivnog ugljena ukazuju da se uništenje dogodilo između 1192.i 1190. godine prije Krista, ali se arheolozi i dalje nisu složili da li je grad bio uništen prije ili poslije Hattuse, glavnog grada Hetitskog kraljevstva.
Nakon uništenja Ugarita, uslijedilo je njegovo napuštanje. Mnoge druge mediteranske kulture su upravo u isto doba prolazile kroz teška vremena i bivale uništene, navodno od strane invazije tajanstvenih "morskih naroda".

## Kraljevi Ugarita
| Vladar        | Vladavina                  | Komentari                                                |
| ------------- | -------------------------- | -------------------------------------------------------- |
| Ammittamru I. | ca. 1350 pr. Kr.           |                                                          |
| Niqmaddu II   | ca. 1350–1315 pr. Kr.      | Suvremenik Suppiluliuma I kralja Hetita                  |
| Arhalba       | ca. 1315–1313 pr. Kr.      |                                                          |
| Niqmepa       | ca. 1313–1260 pr. Kr.      | Sporazum s Mursili II kraljem Hetita, sinom Niqmadua II, |
| Ammittamru II | ca. 1260–1235 pr. Kr.      | suvremenik Bentisina of Amurru, sin Niqmepaa             |
| Ibiranu       | ca. 1235–1225/20 pr. Kr.   | primatelj pisma Piha-walwi                               |
| Niqmaddu III. | ca. 1225/20 – 1215 pr. Kr. |                                                          |
| Ammurapi      | ca. 1200 pr. Kr.           | suvremenik kancelara Baya iz Egipta, Ugarit je uništen   |

## Jezik i književnost

### Alfabet
Natpisi u Ugaritu ukazuju da je "ugaritsko pismo" nastalo oko 1400 godina prije Krista. Pismo je sadržavalo 30 slova, od kojh je svako imalo pripadajući zvuk, te su bila urezana na glinenim pločicama. Iako natpisi izgledaju kao da su ispisani klinastim pismom, oni nemaju nikakve veze s mezopotamskim klinastim pismom. Arheolozi se i dalje raspravljaju da li je fenički ili ugaritski "alfabet" prije nastao. Iako pisma pokazuju malu ili nikakvu formalnu sličnost, standardni red slova (prevedeni u latinicu kao A, B, C, D, itd.) pokazuju velike sličnosti između tih pisma, sugerirajući da feničko i ugaritsko pismo nisu bili u potpunosti neovisni jedan id drugog.

### Ugaritski jezik
Ugaritski jezik je ostao zabilježen u tekstovima iz 14. do 12. stoljeća prije Krista, te se obično klasificira kao sjeverozapadni semitski jezik i stoga je vjerojatno bio srodan s hebrejskim, aramejskim i feničkim jezikom. Njegove gramatičke značajke su bile veoma slični onima u klasičnom arapskom i akadskom jeziku. Posjedovao je dva roda (muški i ženski), tri padeža za imenice i pridjeve (nominativ, akuzativ, i genitiv); tri broja (jednina, dvojina i množina), i glagolske vidove slične onima u drugim sjeverozapadnim semitskim jezicima. Red riječi u ugaritskom jeziku je bio tipa glagol-subjekt-objekt, posvojnost (prvi element ovisi o funkciji i drugi je uvijek u genitivu), i imenica-pridjev.

### Ugaritska književnost
Osim kraljevskih prepiski sa susjednim monarhijama iz brončanog doba, ugaritska književnost je uključivala mitološke tekstove napisane kao poetske priče na pločicama pronađenim u gradskim knjižnicama, kao i pisma, pravni dokumenti, kao što su prijepisi zemljišta, nekoliko međunarodnih ugovora i niz administrativnih lista. Pronađeno je nekoliko fragmenata pjesničkih djela koja su identificirana kao "Legenda o Keretu", "Legenda o Danelu", priča o Baalu, kao i niz drugih fragmenata.
Otkriće ugaritskih arhiva, 1929 godine bilo je od velikog značaja za biblijsku znanost, jer su se u ovim arhivama nalazili i tekstovi, koji su po prvi put dali podroban opis kanaanskih vjerskih uvjerenja, u razdoblju neposredno prije izraelskog naseljavanja. Ovi tekstovi pokazuju značajne paralele s hebrejskom biblijskom književnosti, posebice u područjima božanske slike i pjesničkih figura. Ugaritska poezija ima mnoge elemente koji su kasnije pronađeni u hebrejskoj poeziji: paralelizmi, metrički oblici, i ritmovi.

## Ugaritska religija
Važni tekstualni nalazi iz nalazišta Ras Shamra (Ugarit) bacili su mnogo svjetla na vjerski život grada.
Temelji Ras Shamra, grada iz brončanog doba,bili su podijeljeni u "četvrti". U sjeveroistočnoj četvrti iskopani su ostaci tri značajne zgrade ; hramovi Baala i Dagona i knjižnicu (ponekad se nazivaju kućama velikog svećenika). Unutar tih struktura na vrhu Akropole pronađeni su brojni neprocjenjivi mitološki tekstovi. Od 1930-tih ti tekstovi su otvorili neka početne razumijevanje kananske mitološkog svijeta i religije.

## Arheologija
Nakon uništenja u ranom 12. stoljeću prije Krista, položaj Ugarita je bio zaboravljen sve do 1928, kada je jdan seljak slučajno otvorio staru grobnicu, dok je orao polje. Otkriveno područje je bila ugaritska nekropola u blizini morske luke Minet el - Beida. Iskapanja su otkrila grad čija je povijest dosezala do 6000. g. prije Krista.
Nalazište je bilo podnožje humka visokog oko 20 metara. Kratku istragu o grobnici na Minet el - Beida proveo Léon Albanese godine 1928, koji je također pregledao glavni humak Ras Shamra. Prva znanstvena iskapanja Ugarita su poduzeta od strane arheologa Claudea Schaeffera iz arheološkog muzeja u Strasbourgu godine 1929. Rad je nastavljen pod Schaefferom do 1970, uz stanku 1940-1947 zbog Drugog svjetskog rata.
Iskapanja su otkrila kraljevsku palaču od devedeset soba postavljeni oko osam ograđenog dvorišta, i mnoge ambiciozne raskošne privatne odaje.Dva velika glavna hrama "okrunjuju" brdo: hram Baala, sina boga Ela, I hram boga Dagona, htoničkog bog plodnosti i pšenice. Tijekom iskapanja u Ugaritu su otkrivene 23 stele. Devet od tih stela, uključujući i poznatu Baala gromovnika, iskopane su u blizini hrama Baala, četiri u hramu Dagona i dodatnih deset oko grada.
Na mjestu iskapanja, pronađeno je nekoliko depozita klinastih glinenih pločica, a sve iz posljednje faze Ugarita, oko 1200 godina prije Krista. To predstavlja palaču knjižnicu, hramsku knjižnicu - očito jedinstvene u svijetu u to vrijeme, dvije privatne knjižnice, jedna u vlasništvu diplomata po imenu Rapanu. Knjižnice u Ugaritu sadržavaju diplomatske, pravne, ekonomske, administrativne, skolastičke, književne i vjerske tekstove. Pločice su pisane na sumerskom, hurijskom, akadskom (jezikom diplomacije tog doba na Bliskom istoku), i ugaritskom (dotad nepoznatom jeziku). Barem sedam različitih pisama bilo je u uporabi u Ugaritu: egipatski I luvijski hijeroglifi, ciparsko – minojsko pismo, sumersko, akadsko, hurijsko i ugaritsko klinasto pismo.
Tijekom iskapanja godine 1958, otkrivena je još jedna knjižnica s glineninm pločicama. To su, međutim, rasprodane na crnom tržištu i nisu odmah pronađene. Danas su smještene u Institutu za antiku i kršćanstvo, Sveučilište Claremont, Kalifornija. Njih je priredio Loren R. Fisher 1971.
Nakon 1970., iskopavanja su vodili Henri de Contenson slijedi Jean Margueron, Marguerite Yon, te potom Yves Calvet i Bassam Jamous godine 2000.
Godine 1973.,arhiva koja je sadržavala oko 120 pločica otkrivena je tijekom zaštitnih arheoloških istraživanja. Godine 1994. otkriveno je više od 300 daljnih pločica na ovom nalazištu u velikoj tesarskoj zgradi, koja pokriva zadnje godine iz brončanog doba gradskoj postojanja.
The most important piece of literature recovered from Ugarit is arguably the Baal cycle, describing the basis for the religion and cult of the Canaanite Baal.
Također su pronađene pločice s hurijskim pjesmama, uključujući poznatu himnu na božici mjeseca Nikkal,najstariji značajni preživjeli glazbeni zapis na svijetu. Nudi I tekst i glazbu, koja je bila serija 2 - tonska intervala koja se sviraju na 9-žičnim lirama.
Dokumenti su otkrili mnoge paralele između drevnih Kanaanaca i Izraelaca. Leviratski brak, davanje najstarijem sinu većeg dijela nasljedstva i sl. je bila praksa zajednička obima narodima.
Najvažniji komad književnosti koji je preživio iz Ugarita je nedvojbeno Baalov ciklus, opisujući osnovu za religiju i kult kananskog Baala.